# Franz Johann Habermann
Franz Johann Habermann (tschechisch František Václav Habermann; * 20. September 1706 in Bad Königswart, Elbogener Kreis; † 7. April 1783 in Eger, Elbogener Kreis) war ein böhmischer Musiker und Komponist.

## Leben
Habermann studierte Musik in Italien und war in Spanien und Frankreich tätig. Er war Kapellmeister des Prinzen von Condé in Paris (1731–1740) und des Großherzogs des Großherzogtums Toskana in Florenz (ab 1740). Anlässlich der Krönung Maria Theresias zur böhmischen Königin in Prag kehrte er nach Böhmen zurück und wurde beauftragt, eine Oper für sie zu schreiben. Habermann dirigierte an zwei Kirchen in Prag, hatte viele Schüler und wurde 1773 Kantor in Eger. Seine Kompositionen erschienen im Druck: Missae XII (Prag 1746) und Litaniae VI (Prag 1747). Die Sinfonien, Sonaten, Oratorien und andere Kirchenmusik des Komponisten blieben im Manuskript.